# Сомерс, Сюзанн
Сюзанн Сомерс (англ. Suzanne Somers, урожд. Сюзанн Мари Махони (англ. Suzanne Marie Mahoney); 16 октября 1946, Сан-Бруно, Калифорния — 15 октября 2023, Палм-Спрингс, Калифорния) — американская актриса, писательница, певица и предприниматель.

## Ранние годы
Сюзанн Мари Махони родилась в Сан-Бруно (Калифорния). Она была третьим из четырёх детей в ирландской католической семье. Её мать, Марион Элизабет (урождённая Тёрнер) была медицинским секретарем, а отец Френсис Махони был рабочим. Сюзанн училась в «Capuchino High School», потом была принята в колледж для женщин в Сан-Франциско на факультет музыки.

## Карьера
Известна по роли Кэрол Ламберт в сериале «Шаг за шагом» и Крисси Сноу в сериале «Трое — это компания». Сомерс также является автором ряда бестселлеров, таких как «Голая правда о биоидентичных гормонах» (2006) и «Книга о биоидентичной заместительной терапии гормонами». Она также выпустила две автобиографии, четыре книги о диетах, книга со стихами «Touch Me» (1980). Вела своё ток-шоу на канале ShopNBC.
Она подверглась критике за свои взгляды на некоторые медицинские темы, например за поощрение альтернативных методов лечения рака.

## Личная жизнь
На втором курсе вышла замуж за Брюса Сомерса. 8 ноября 1965 года она родила сына Брюса Сомерса-младшего. Через три года ушла от мужа и стала моделью. В 1971 году её сына сбил автомобиль, в результате чего он был тяжело ранен. В 1968 году Сомерс встретила своего будущего мужа Алана Хомеля. Они поженились в 1977 году, и Амель стал её коммерческим директором. 
В 2001 году Сюзанн заявила, что у неё рак молочной железы, но она решила отказаться от химиотерапии и лампектомии в пользу альтернативного лечения. 9 января 2009 года газета «Associated Press» сообщила, что пожар в Южной Калифорнии уничтожил дом Сюзанн Сомерс.

### Проблемы со здоровьем и смерть
Во время съёмок в телесериале «Трое — это компания» (1977—1981) Сомерс дважды лечилась от тяжёлой формы гиперплазии матки и злокачественной меланомы на спине.
В апреле 2000 года Сомерс был диагностирован рак молочной железы II стадии, и ей была проведена лампэктомия с последующей радиотерапией. В дальнейшем она отказалась от химиотерапии и лечилась с помощью альтернативной медицины. В 2007 году она объявила о том, что рак находится в ремиссии.
В 2020 году Сомерс сломала бедро, неудачно выпрыгнув из частного трамвая по приезде домой.
В июле 2023 года Сомерс объявила о том, что у неё вновь диагностирован рак молочной железы. Она прошла курс лечения, в том числе шестинедельную интенсивную физиотерапию на Среднем Западе, и её состояние ненадолго улучшилось. Ранним утром 15 октября 2023 года Сомерс скончалась в своём доме в Палм-Спрингсе, за день до своего 77-летия.